# 富山新聞
富山新聞（とやましんぶん）は、北國新聞社富山本社が発行する朝刊専売の富山県の地方紙。発行部数は4万2602部（日本ABC協会調べ、2019年1-6月）で、富山県内でのシェアは約1割で3位。

## 概要
石川県金沢市の北國新聞社で紙面を製作・印刷しており、紙面は一部を除いて北國新聞と共有している。また論調は北國新聞と同様で、富山と名乗るが石川県民を指向した記事や社説が多い。夕刊は1952年11月から発行したが、1968年に発行を終了している。なお、富山県西部の小矢部市や高岡市、富山市の一部のコンビニエンスストアでは、富山新聞と北國新聞が併売されている。
別の県で製作・印刷されている県紙はほかに大阪府の大阪日日新聞（日本海新聞グループ、鳥取県の新日本海新聞社で印刷）、福井県の日刊県民福井（中日新聞グループ、岐阜県の中日新聞岐阜工場で印刷）、奈良県の奈良新聞（大阪府の朝日新聞堺工場で印刷）がある（その他県域ではなかったが、常陽新聞が2014年に復刊した際、東京都の毎日新聞系・東日印刷で委託印刷をした事例もあったが、休刊中）。かつては北日本新聞社も石川県で「北陸新聞」の題号で発行していたが、北陸新聞は中日新聞社に経営権を譲渡し、現在の「北陸中日新聞」となった。
かつて国民の祝日の発行号では、親会社の北國新聞と共に題字近くに「祝日には国旗を掲げましょう」の表記があった。

## 事業所
本社（北國新聞社 富山本社）
富山県富山市大手町5番1号
支社
- 高岡
- 砺波
- 東部（黒部市）

総局
- 氷見

支局
- 小矢部
- 南砺
- 射水

## 沿革
- 1923年5月1日 - 中越附録が創刊[6]。当時の本社所在地は高岡市一番町[7]。
- 1924年1月1日 - 中越附録を越中新聞に改題[6]。
- 1940年8月1日 - 休刊[2]。
- 1946年3月11日 - 越中新聞復刊し、富山新聞に改題[8]。同時に本社を高岡市御旅屋町に置く[7]。
- 1947年7月11日 - 富山新聞富山支社の新築落成式を挙行[9]。
- 1952年11月 - 朝夕刊セット制となる（1968年まで）[2]。
- 1953年6月 - 現在地の富山市大手町に本社社屋（富山新聞会館）を建設し、移転[10]。
- 1954年 - 北國新聞社と合併[7]。
- 1968年11月1日 - 夕刊を廃止、朝刊専売紙へ移行[11]。
- 1985年4月1日 - 富山エフエム放送（FMとやま）が開局。この日から同局で『富山新聞ニュース』の放送を開始[12]。
- 1992年5月7日 - 富山市大手町に現本社社屋（富山新聞会館）竣工[13]。
- 2021年2月1日 - 公式ウェブサイトを有料化し、「富山新聞デジタル」として電子版の運用を開始[14]。
- 2025年1月1日 - 月極購読料を3,880円に価格改定[15]。

## 地域面
主に「とやま東」・「とやま西」・「富山総合」・「北陸総合」の4面で構成されている。

## テレビ・ラジオ欄

### 最終面
フルサイズ
番組解説は4番組。
| - NHKテレビ（富山放送局） - NHK Eテレ - チューリップ | - KNBテレビ - BBT - HAB |

3分の1サイズ
- NHK BS
- NHK BSP4K

4分の1サイズ
- NHK BS8K

NHK BSプレミアムは閉局に伴い掲載を終了し、NHK BSおよびNHK BSP4Kが3分の1サイズで掲載されている。

### 中面
ラジオ
ラジオたかおかの番組解説が掲載されていた時期があるが、現在は廃止されている。なお、富山県内のほかのコミュニティ放送局の番組表は掲載されていない。掲載サイズは原則4分の1サイズ。
| - NHK FM - NHK第1 - NHK第2 - KNBラジオ - FMとやま | - 放送大学BSラジオ - エフエム石川 - MROラジオ - NIKKEI（1965年時点で最終面にて掲載） - ラジオたかおか |

BS
| - BS日テレ・4K - BS朝日・4K - BS-TBS・4K - BSテレ東・4K - BSフジ・4K | - WOWOWプライム - WOWOWライブ - WOWOWシネマ - BS10 - BS10スターチャンネル | - BS11 イレブン - BS12 - 日本映画専門 - BSよしもと |

2025年7月時点では放送大学テレビ、J:COM BSは掲載されていない。
地域のチャンネル・ケーブルテレビ
- コミュニティチャンネル

| - 富山 - 高岡 - 砺波 - 能越 - Net3 | - NICE TV - 上婦負 - 射水 - みらーれ |

かつては小矢部市ケーブルテレビも掲載されていた。
- CS

| - ムービープラス - GAORA SPORTS - NECO - MONDO TV | - J SPORTS 3（1・2・4は非掲載） - スカイA - 衛星劇場 - 日テレジータス |

2018年11月30日付までは新潟テレビ21、新潟放送も掲載されていた。2023年3月時点ではテレビ金沢、MROテレビ、石川テレビも掲載されていない。

### 補足
1965年時点では、新潟ラジオ（新潟放送ラジオ）やTBSラジオも最終面で掲載されていた。また、1955年時点ではNHK第一、NHK第二、北日本放送、北陸放送に加え、中部日本放送、朝日放送、日本放送、ラジオ東京の番組表も掲載されていた。
1987年時点では、FBCテレビ、福井テレビの番組表も掲載されていた。

## 関連業者
- チューリップテレビ
- 富山エフエム放送（FMとやま）
- ラジオたかおか
  - なお、北國新聞の系列放送局はテレビ金沢。
  - 富山テレビでは早朝の時間帯に『富山新聞天気予報』が放送されている。